# Стенбок, Густав Отто
Гу́став О́тто Сте́нбок (швед. Gustaf Otto Stenbock; 7 сентября 1614 — 24 сентября 1685, Стокгольм) — шведский полководец и риксадмирал, граф. Отец фельдмаршала Магнуса Стенбока. 

## Биография
Родился 17 сентября 1614 года в фамильном имении Торпа в Вестеръётланде. Его отцом был член риксрода Густав Стенбок (1575—1629), матерью — графиня Беата Маргарета Браге (1583—1645).
В 1631 году Стенбок поступил на службу в Смоландский кавалерийский полк и год спустя был произведён в корнеты. В возрасте 19 лет отправился в Германию, чтобы принять участие в Тридцатилетней войне. Там он перешёл на службу в инфантерию. В ходе военных действий участвовал в захвате Ландсберга, в сражениях возле Франкфурта-на-Одере и в битве при Нёрдлингене (1634). В 1635 году он отличился в сражении при Дёмице, затем, в 1636 году, был участником битвы при Виттштоке. В том же году его произвели в майоры, а вскоре и в подполковники. В 1638 году Стенбок получил звание полковника Йёнчёпингского полка, вместе с которым он затем сражался при Хемнице (1639) и вступил в Прагу. В октябре 1642 года он принял участие во Второй битве под Брайтенфельдом, в ходе которой получил тяжёлое ранение, из-за чего был отправлен домой в Швецию.
Будучи произведённым в 1643 году в генерал-майоры, Стенбок вновь вернулся в Германию. Спустя год он был назначен губернатором Миндена, а в 1645 году направлен в Вермланд для войны с датчанами.
На последнем этапе Тридцатилетней войны он некоторое время занимал пост командующего шведскими войсками в Вестфалии. В 1647 году он стал генерал-лейтенантом, а в 1648 — генералом. После окончания войны его карьера продолжала развиваться столь же успешно: в 1651 году он получил титул графа и был назначен членом риксрода, а ещё через год сделался военным советником и лагманом Ингерманландии.
В 1654 году он под командованием Кёнигсмарка принял участие в Первой бременской войне, а в 1655 году был назначен генерал-фельдцейхмейстером (rikstygmästare). Во время польско-шведской войны 1655—1660 годов, после того как король вместе с Виттенбергом вступил в пределы Польши, Стенбок был оставлен со значительной частью армии на укреплённых позициях возле Новы Двура у слияния Вислы и Буга. Предполагалось, что он завладеет Западной Пруссией, однако ему это не удалось, поскольку из Мазурии подошли польские войска.
10 ноября Стенбок соединился с силами короля, после чего 28 февраля 1656 года принял участие во взятии Мариенбурга. В сентябре того же года он двинулся на помощь Восточной Пруссии и 12 октября возле Филипово разбил отряд польного гетмана Винцента Гонсевского, после чего вернулся в Западную Пруссию.
В июле 1657 года он вернулся в Швецию, чтобы принять командование войсками, которые должны были защищать шведскую территорию от нападения датчан. Он, впрочем, не спешил и вступил в должность лишь после одержанной Пером Браге победы под Йеневаде (31 августа). Приняв командование, он вторгся в Сконе, но вскоре отступил в Халланд, а 3 октября потерпел поражение возле Каттарпа, что к югу от Лахольма. В итоге, Стенбок был вынужден отступить на территорию Смоланда. От датского вторжения Швецию спасли лишь успехи короля в Дании. После того как датчане отчистили Халланд от своих войск, Стенбок в начале 1658 года начал операции против южной Норвегии.
После заключения мира он 18 марта 1658 года был назначен генерал-губернатором Сконе, Халланда и Блекинге, однако с возобновлением войны принял участие в осаде Копенгагена, продолжая при этом выполнять свои генерал-губернаторские обязанности.
В ноябре 1658 года он находился на Фюне, стараясь спасти находившиеся там шведские части, однако 14 числа был разбит у Нюборга и не без труда сумел перебраться на Зеландию.

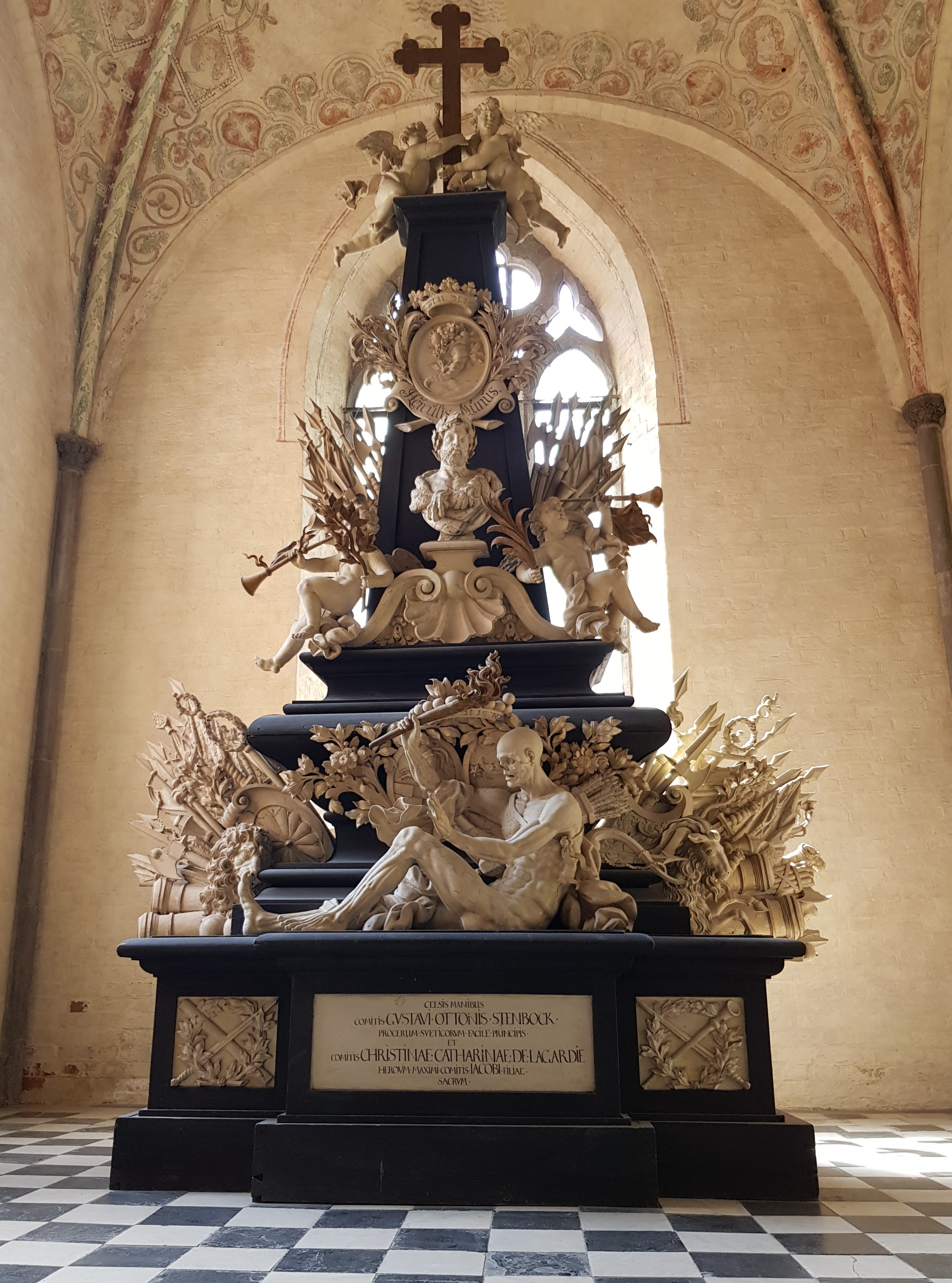
Надгробие Г. О. Стенбока в соборе Стренгнеса

В 1664 году Стенбок оставил генерал-губернатороство, чтобы занять пост риксадмирала. Он активно взялся за улучшение флота, но так и не смог побороть недостатки, существовавшие в управлении флотом в период второго регентства (1660—1672).
В первый год шведско-датской войны 1675—1679 гг. шведский флот смог выйти в море лишь в середине осени. Стенбок должен был переправить войска и военные припасы в Померанию, однако из-за многочисленных аварий и нехватки продовольствия он был вынужден через десять дней вновь вернуться в Даларё. Вся вина за это была возложена на риксадмирала.
В 1676 году Стенбок предстал перед военным судом, который признал его негодным к исполнению обязанностей риксадмирала и присудил его к выплате издержек по вооружению флота, которые составляли 209 341 далеров серебром. Впрочем, суд признал, что причиной неудачи была не трусость риксадмирала, а его неосведомлённость в морских делах. Впоследствии сумма, которую должен был выплатить Стенбок, была сокращена до 100 тысяч далеров.
В ноябре 1677 году он был назначен главнокомандующим шведскими войсками в Вестеръётланде, Бохуслене, Вермланде и Дальсланде. В июле 1678 года ему удалось снять осаду Бохуса, осаждённого войсками Гюлленлёве. Летом следующего года он предпринял неудачную попытку захватить Уддеваллу.
В последние годы жизни его преследовали болезни и бедность. Так называемое регентское расследование и редукция сильно подорвали его состояние. За ним, однако, сохранились посты королевского советника и высшего адмирала (öfverste amiral).

### Браки и дети
Первый брак с 1645 до 1653 - с баронессой Бритой (ум. 1653).
Дети:
- Густав (1646-1672)
- Беата (1648)
- Сигрид (1648)
- Кристина Катарина (1649—1719), вышла замуж за шведского государственного деятеля, генерал-губернатора из Эстонии Андерса Торстенсона
- Магдалена Катарина (1652—1676), вышла замуж за Густава Мауритца Левенгаупта
- Карл Отто (1653—1697), женился на баронессе Маргарите Соп из Лиминго

Второй брак с 1658 года - с графиней Кристиной-Екатериной Делагарди (1632-1704), дочери генерал-фельдмаршала и графа Якоба Делагарди (1583-1652) и графини Ебби Браге (1596-1674).
Дети:
- Бригитта (1660—1682)
- Беата Маргарита (1661-1735), вышла замуж за графа Густава Дугласа (1648-1705)
- Эрик Стенбок Густав (1662—1722), женился на графине Йоханне Элеоноре Делагарди (1661—1708)
- Якоб Стенбок
- Магнус (1663—1717), шведский военный офицер, женился на Еве Магдалене Оксенштерне
- Гедвига Элеонора (1664—1729), вышла замуж 1684 года за барона Лоренца Крейца (1646—1698)
- Шарлотта Мария (1667-1740), вышла замуж за графа Левенгаупта Аксель Йохана (1660-1717)